# Klaus von Schilling
Klaus von Schilling (* 9. Juni 1941 in Berlin) ist ein deutscher Germanist.

## Leben
Nach dem Studium der Germanistik, Politikwissenschaft und Philosophie an der Universität Mainz, war von Schilling von 1967 bis 2008 Dozent für Interkulturelle Germanistik am Fachbereich für Translations-, Sprach- und Kulturwissenschaft der Johannes Gutenberg-Universität Mainz in Germersheim.
Seine Forschungsgebiete sind Landeskunde/'German Studies', Deutsch als Fremdsprache, interkulturelle Kommunikation, kulturwissenschaftliche Textinterpretation und der Diskurs der Vergangenheitsbewältigung.

## Schriften (Auswahl)
- Schuldmotoren. Artistisches Erzählen in Günter Grass' „Danziger Trilogie“. Bielefeld 2002, ISBN 3-89528-366-5.
- Scheitern an der Vergangenheit. Das deutsche Selbstverständnis zwischen re-education und Berliner Republik. Berlin 2002, ISBN 3-8257-0299-5.
- Das gelungene Kunstwerk. Paraphrasen zu Kafka und Hildesheimer. Würzburg 2015, ISBN 3-8260-5757-0.
- Abschied vom Trauerspiel. Kunsttheoretische Überlegungen zu Hofmannsthal. Würzburg 2018, ISBN 3-8260-6526-3.
- Kultur und Identität, 2 Teile.  Teil I: Geselligkeit und Gemeinsinn, Bürgerlichkeit im philosophischen und literarischen Diskurs  Teil II: Autonomie und  Selbstverständnis, Zum philosophischen und literarischen Diskurs der Gegenwart  Würzburg 2013. ISBN 978-3-8260-5012-1
- Die Gegenwart der Vergangenheit auf dem Theater. Die Kultur der Bewältigung und ihr Scheitern im politischen Drama von Max Frisch bis Thomas Bernhard. Tübingen 2001, ISBN 978-3-8233-5229-7
- Das politisch-soziale System der Bundesrepublik Deutschland. 4 Bände. Köln 2006–2008